# Miles Armitage

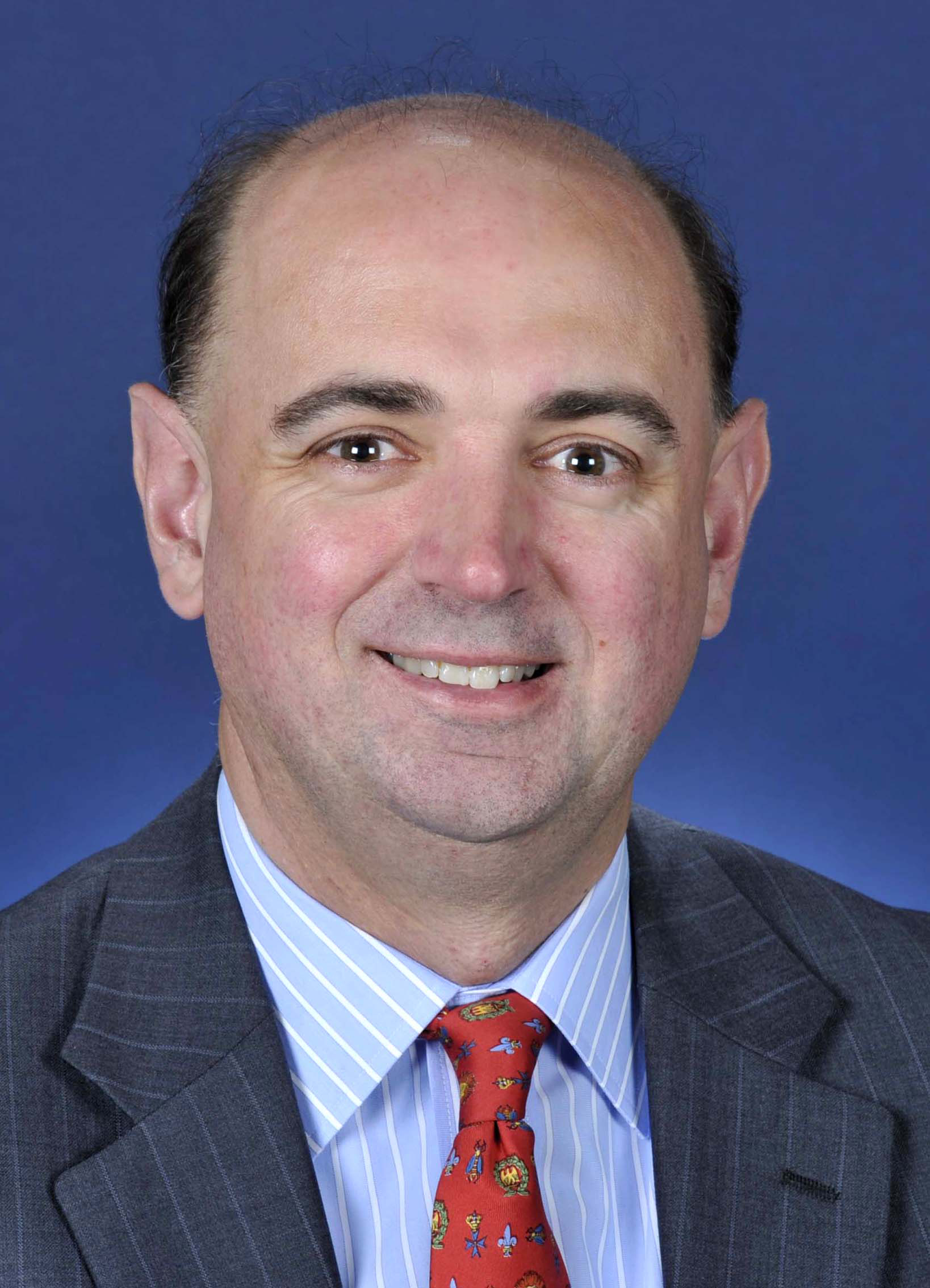
Miles Armitage

Miles Armitage ist ein australischer Diplomat.

## Werdegang
Armitage hat einen Bachelor of Arts als Ehrentitel und ein Diploma of Museum Studies der Universität Sydney und einen Abschluss in Außenpolitik der Australian National University.
Armitage diente dem Außenministerium zunächst in Manila, bei der ständigen Vertretung Australiens bei den Vereinten Nationen in New York und in Islamabad. Er war stellvertretender Leiter der Abteilung des Premierministers und Kabinetts und dann Assistant Secretary für Parliamentary and Media Branch.
Am 17. November 2010 wurde Armitage zum australischer Botschafter in Osttimor ernannt. Das Amt trat er 2011 in Nachfolge von Peter Heyward an. Am 18. Mai 2014 wurde Armitage „Botschafter für Terrorismusbekämpfung“ mit Sitz in Canberra. Am 4. Mai 2016 folgte die Ernennung zum Botschafter Australiens in Jordanien.

## Sonstiges
Armitage spricht Portugiesisch und Tetum. Er hat zwei Kinder.